# EasyPeasy
EasyPeasy (изначально именуемая Ubuntu Eee) — операционная система для нетбуков, основанная на ядре Linux. EasyPeasy создана на основе операционных систем Debian и Ubuntu, но модифицирована для слабых компьютеров с доступом к веб-приложениям. EasyPeasy является программным обеспечением с открытым кодом, которое использует популярные веб-приложения или проприетарное программное обеспечение среди бесплатных альтернатив и программного обеспечения с открытым кодом (например, Skype вместо Ekiga) в тех случаях, когда функциональность для пользователей стоит на первом месте.

## Основные характеристики
- В качестве базы используется последняя версия операционной системы Ubuntu[5]
- Поддерживается большинством нетбуков[6]
- Предустановлены некоторые широко используемые приложения и кодеки, такие как Adobe Flash и MP3
- Использует хорошо известное проприетарное ПО, вместо альтернатив с открытым кодом
- Предоставляет нетбуку такие возможности как Social Desktop и автоматическую синхронизацию файлов[7]

## История
Ubuntu Eee появилась благодаря Джону Рамви в декабре 2007. В то время она представляла собой набор из нескольких скриптов, которые модифицировали регулярную установку Ubuntu для поддержки компьютерами Asus Eee. В июне 2008 проект перестал существовать как скрипт и Ubuntu Eee 8.04 был выпущен как отдельный продукт, основанный на Ubuntu 8.04 с поддержкой EeePC. 5 сентября была выпущена версия 8.04.1, основанная на новом ядре Linux, поставляемым с новым пользовательским интерфейсом и Flash 10.
Проект был переименован в EasyPeasy в январе 2009 и был скачан более одного миллиона раз с основного сервера.

### Использование торговой марки
10 сентября 2008 года корпорация Canonical по электронной почте известила Джона Рамви о том, что использование проектом названий Canonical, ссылок, и логотипов нарушило права торговой марки Canonical посредством использования названия Ubuntu Eee. В ответ владельцы проекта сообщили о том, что они хотели бы переименовать проект в EasyPeasy. 5 января 2009 была выпущена версия 1.0.